# Héctor Ruiz

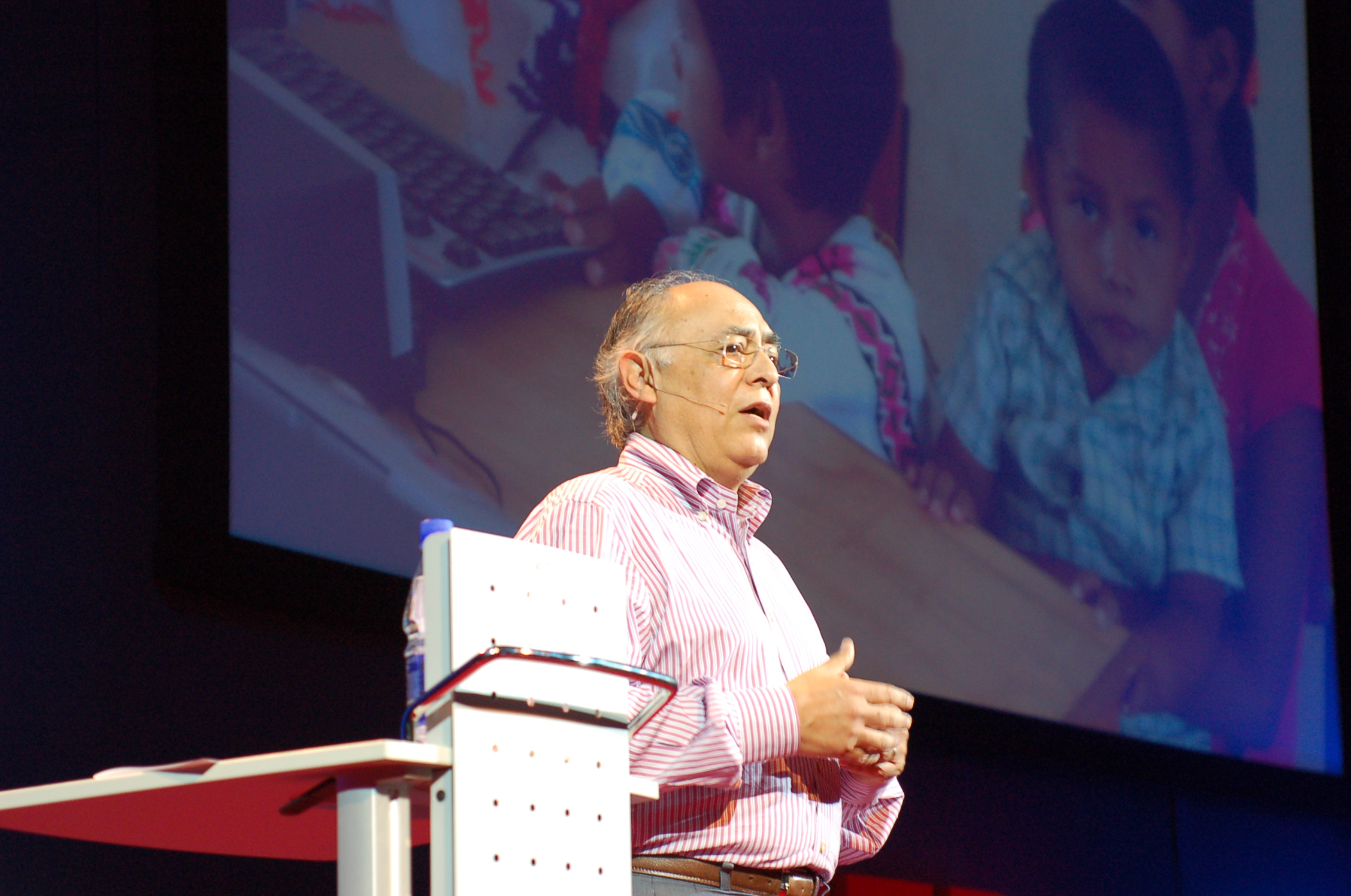
Ruiz bei einem Vortrag auf der TED in Arusha, Tansania

Héctor de Jesus Ruiz (* 25. Dezember 1945 in Piedras Negras, Mexiko) ist ein US-amerikanischer Unternehmer und ehemaliger CEO des US-Chipherstellers AMD. 
Ruiz erhielt seinen Bachelorabschluss im Jahr 1968 und seinen Masterabschluss in Elektrotechnik an der Universität von Texas, Austin. 1973 promovierte er an der Rice University zum Ph. D. 1975 erhielt er die US-amerikanische Staatsbürgerschaft.
Im Jahr 2000 trat er AMD als President und Chief Operating Officer bei, im April 2002 wurde er Nachfolger von AMD-Gründer Jerry Sanders III als Chief Executive Officer. Im Jahr 2004 übernahm er das Amt des Chairman of the Board. Im Juli 2008 musste er aufgrund schlechter Unternehmenszahlen als CEO zurücktreten, sein Nachfolger wurde Dirk Meyer.
Ruiz blieb zunächst als Chairman bei AMD. Im Zuge der Ausgliederung der Fertigungsabteiligung als eigenes Unternehmen wurde er im März 2009 zum Chairman der neu gegründeten Halbleiter-Foundry Globalfoundries ernannt.
Im November 2009 kündigte Globalfoundries den im September eingereichten Rücktritt von Héctor Ruiz sowie seine Beurlaubung als Chairman an. Ruiz wird beschuldigt, in einer Affäre um Insider-Geschäfte („Galleon-Skandal“) verwickelt zu sein.